# The Exorcism
The Exorcism es una película de terror sobrenatural estadounidense de 2024 protagonizada por Russell Crowe como Anthony Miller, un actor cuyo estado mental en deterioro en el set de una película de terror hace que su hija Lee (Ryan Simpkins) sospeche de sus antiguas adicciones o de una causa más siniestra. Está dirigida por Joshua John Miller, a partir de un guion que coescribió con M. A. Fortin. La película también está protagonizada por Sam Worthington, Chloe Bailey, Adam Goldberg, Adrian Pasdar y David Hyde Pierce.
Vertical estrenó  The Exorcism el 21 de junio de 2024 en cines de Estados Unidos y en plataformas digitales el 9 de julio de 2024. La película recibió críticas mixtas y recaudó 12,6 millones de dólares en todo el mundo.

## Argumento
En la ciudad de Nueva York, Tom, un actor que interpreta a un sacerdote en una película de terror sobrenatural llamada The Georgetown Project (similar a El exorcista ), está inspeccionando el escenario solo cuando es asesinado misteriosamente por una fuerza sobrenatural.
Peter, el exigente director de la película, elige al anciano y alcohólico actor Anthony Miller para reemplazar a Tom en la película. La hija de Anthony, Lee, suspendida de la escuela secundaria, es su asistente personal en la película; ambos se están recuperando de la muerte de la madre de ella. Salen a la luz los antecedentes de Miller como víctima de abuso sexual, y tiene dificultades dentro y fuera del set de filmación, teniendo a menudo flashbacks de sus abusos. Peter analiza reemplazarlo y se burla del pasado problemático de Miller y su fe perdida. Lee se preocupa cada vez más por el extraño comportamiento de su padre, que incluye cortarse, caminar dormido y negarse a tomar su medicación.
Mientras tanto, Lee se hace amigo de Blake, una popular actriz de televisión que interpreta a una chica poseída en la película. Ambos consultan al padre Conor, un sacerdote católico y psiquiatra que es consultor de la película, sobre el comportamiento aterrador de Miller. Miller actúa en el set como si estuviera poseído, contorsionando su cuerpo y golpeando su cabeza contra una mesa. Es reemplazado por su coprotagonista Joe, quien originalmente interpretaba a su colega. Cuando está solo en el set, Joe ve un fantasma de Miller y muere al ser alcanzado por un vidrio que sale volando de un espejo. En casa, Miller ataca repentinamente a Lee y luego salta por una ventana.
El padre Conor decide realizar un exorcismo durante el rodaje del set. Lee lo encuentra a él y a Blake paralizados frente a Miller, ahora poseído, quien ridiculiza los intentos de Lee de usar un libro de oraciones. Ella logra quemarlo con un crucifijo, lo que saca a Conor y Blake de la parálisis. Conor se ofrece al demonio y le dice a las chicas que corran. Después de que Conor es poseído, Miller se despierta para apuñalarlo con el crucifijo y usar el rito de exorcismo del libro de oraciones con sinceridad mientras Lee también se une; Conor se prende fuego y el demonio es derrotado.
Más tarde, en otro lugar, Miller recuerda cómo han mejorado las cosas entre él y su hija. Lee pronto comienza a trabajar en un guion cinematográfico.

## Reparto
- Russell Crowe como Anthony Miller
- Sam Worthington como Joe
- Ryan Simpkins como Lee Miller
- Chloe Bailey como Blake Holloway
- David Hyde Pierce como el padre Conor
- Marcenae Lynette como Mónica
- Tracey Bonner como Regina
- Samantha Mathis como Jennifer Simón
- Adrian Pasdar como Tom
- Adam Goldberg como Peter

## Producción
En octubre de 2019, se anunció que Russell Crowe se había unido al elenco de la película, entonces titulada The Georgetown Project, con Joshua John Miller dirigiendo a partir de un guion que escribió con M. A. Fortin. Miramax iba a producir la película. En noviembre de 2019, Ryan Simpkins, Chloe Bailey, Sam Worthington, David Hyde Pierce, Tracey Bonner, Samantha Mathis, Adrian Pasdar y Adam Goldberg se unieron al elenco de la película.
La fotografía principal comenzó en Wilmington, Carolina del Norte, en noviembre de 2019 y finalizó en diciembre. Las filmaciones adicionales se retrasaron debido al COVID-19 y no se llevaron a cabo hasta 2023 en la ciudad de Nueva York, Los Ángeles y Australia. La postproducción no terminó hasta enero de 2024. En abril de 2024, la película pasó a llamarse El exorcismo.

## Estreno
En abril de 2024, Vertical adquirió los derechos de distribución de la película en América del Norte y programó su estreno en cines de Estados Unidos para el 21 de junio de 2024. Shudder también adquirió los derechos de pago único de la película.  La película se estrenó en plataformas digitales el 9 de julio de 2024 y está previsto su lanzamiento en DVD y Blu-ray el 24 de septiembre de 2024.

## Recepción

### Taquillas
Hasta el 10 de octubre de 2024, The Exorcism ha recaudado 4,5 millones de dólares en Estados Unidos y Canadá, y 8,0 millones de dólares en otros territorios, para un total mundial de 12,6 millones de dólares.
En Estados Unidos y Canadá, El exorcismo se estrenó junto con The Bikeriders y Thelma, y se proyectó que recaudaría entre 1 y 2 millones de dólares en 2240 salas de cine (estableciendo un récord como la mayor cantidad de salas de cine para un estreno vertical) en su primer fin de semana. Terminó debutando con 2,5 millones de dólares, quedando en séptimo lugar.

### Respuesta crítica
En el sitio web de agregación de reseñas Rotten Tomatoes, el 28% de las 116 reseñas de los críticos son positivas, con una calificación promedio de 4.7/10. El consenso del sitio web dice: "El poder de Crowe convence hasta cierto punto en este riff metatextual sobre el género de la posesión, pero el mayor pecado de The Exorcism es, en última instancia, recurrir a los clichés". Metacritic, que utiliza un promedio ponderado, le asignó a la película una puntuación de 46 sobre 100, basada en 20 críticos, lo que indica críticas "mixtas o promedio". Las audiencias encuestadas por CinemaScore le dieron a la película una calificación promedio de "D" en una escala de A+ a F, mientras que los encuestados por PostTrak le dieron una puntuación positiva del 38%.